# Чунцін
Чунци́н, Чунцін (кит. спр. 重庆, піньїнь: Chóngqìng, акад. Чунцін) — місто прямого підпорядкування в центральній частині Китаю, найбільше з чотирьох китайських адміністративних одиниць цієї категорії. Населення самого міста зросло з 6 млн осіб у 2005 році до 8,5 млн осіб у 2015 році (для міської агломерації відповідно 6,95 млн та 18,384 млн). Населення всієї адміністративної території з початку 2000-х років коливається на рівні біля 30 млн осіб. Один з найбільших фінансових, промислових та наукових центрів Китаю. Найважливіші галузі промисловості — хімічна, металургійна, машинобудівна.

## Географія
Чунцін був закладений на місці, де річка Цзялінцзян впадає в повноводу Янцзи. Коли 20 травня 2006 будівництво греблі Санься було закінчено, то утворилося водосховище яке дійшло до Чунціна, що дало можливість великим су́днам підходити до міського порту. Розміщення на східному краю родючого Червоного Басейну, рисової житниці Китаю, прискорило зростання міста. Місто оточене трьома гірськими масивами: Дабашань на півночі, Ушань на сході і Далушань на півдні. Через горбистий ландшафт місцевості Чунцін прозвали «гірським містом» (Шаньчен). Тому ж це одне з небагатьох міст Китаю, де кількість велосипедів незначна. Він знаходиться на висоті 243 метри над рівнем моря.
| Панорама міста |

Чунцін межує з провінціями Хубей і Хунань на сході, Гуйчжоу на півдні, Сичуань на заході і Шаньсі на півночі. Через місто, передмістя та обласні райони протікають 80 річок, найзначніші з яких Янцзи, Цзялін, Уцзян, Фуцзян, Чіцзян і Даніньхе.

### Клімат
Коротка і відносно м'яка зима і спекотне, з високою вологістю повітря літо. З жовтня до квітня підвищена вологість повітря є причиною частих густих туманів, що дало місту прізвисько «Столиця туманів».
Чунцін лежить в субтропічній зоні. Середня річна температура 18,4 °C. Взимку температура опускається до 6-8 °C, а влітку лежить між 27 і 38 °C. Середньо-статистична річна кількість опадів лежить між 1000 і 1100 мм. Найкомфортніший час року з квітня по жовтень.
| Клімат Чунціна                                             | Клімат Чунціна | Клімат Чунціна | Клімат Чунціна | Клімат Чунціна | Клімат Чунціна | Клімат Чунціна | Клімат Чунціна | Клімат Чунціна | Клімат Чунціна | Клімат Чунціна | Клімат Чунціна | Клімат Чунціна | Клімат Чунціна |
| Показник                                                   | Січ.           | Лют.           | Бер.           | Квіт.          | Трав.          | Черв.          | Лип.           | Серп.          | Вер.           | Жовт.          | Лист.          | Груд.          | Рік            |
| Абсолютний максимум, °C                                    | 18,8           | 24,6           | 34,0           | 36,5           | 38,9           | 39,8           | 40,9           | 43,0           | 41,9           | 35,1           | 29,2           | 21,5           | 43,0           |
| Середній максимум, °C                                      | 10,3           | 12,9           | 17,7           | 23,0           | 27,2           | 29,4           | 33,0           | 33,2           | 28,3           | 21,7           | 17,1           | 11,5           | 22,1           |
| Середня температура, °C                                    | 7,9            | 10,0           | 13,8           | 18,5           | 22,6           | 25,1           | 28,3           | 28,3           | 24,1           | 18,6           | 14,2           | 9,3            | 18,4           |
| Середній мінімум, °C                                       | 6,2            | 8,0            | 11,2           | 15,4           | 19,3           | 22,1           | 24,8           | 24,7           | 21,2           | 16,5           | 12,2           | 7,7            | 15,8           |
| Абсолютний мінімум, °C                                     | −1,8           | −0,8           | 1,2            | 2,8            | 10,8           | 15,5           | 19,2           | 17,8           | 14,3           | 6,9            | 0,7            | −1,7           | −1,8           |
| Норма опадів, мм                                           | 19.7           | 23.4           | 43.0           | 96.5           | 146.7          | 193.8          | 186.0          | 135.1          | 105.6          | 85.7           | 48.2           | 24.3           | 1108           |
| Вологість повітря, %                                       | 84             | 80             | 77             | 77             | 77             | 81             | 76             | 74             | 79             | 85             | 84             | 85             | 79.9           |
| ---------------------------------------------------------- | -------------- | -------------- | -------------- | -------------- | -------------- | -------------- | -------------- | -------------- | -------------- | -------------- | -------------- | -------------- | -------------- |
| Джерело: China Meteorological Administration (WEB-Archive) |                |                |                |                |                |                |                |                |                |                |                |                |                |

## Адміністративний поділ
Адміністративні межі міста обмежують територію довжиною 470 км зі сходу на захід і шириною 450 км з півночі на південь, загальною площею 82 403 км², що відповідає розмірам Австрії. 1 473 км² (1,79 %) займає урбанізована зона, а 80 930 км² (98.21 %) припадають на приміські та сільські райони.
Щоб відрізнити «місто центрального підпорядкування Чунцін» (тобто адміністративної одиниці), від власне міста Чунціна та його найближчих передмість (населеного пункту), в місцевій пресі часто використовується неофіційний термін «головна міська зона» (кит.: 重庆 主 城区, чжученцюй).
Місто поділяється на 26 районів та 12 повітів (чотири з них є автономними):
| Карта | Карта            | Карта                | Карта            |
| --- | ---------------- | -------------------- | ---------------- |
| ① ② ③ ④ ⑤ Хечуань ⑥ ⑦ ⑧ ⑨ ⑩ ⑪ ⑫ Фулін ⑬ ⑭ Улун ⑮ Чжун Фенду Кайчжоу Ваньчжоу Шичжу- · Туцзя Пеншуй- · Мяо- · Туцзя Ченкоу Усі Юньян Фенцзє Ушань ⑯ Юян- · Туцзя- · Мяо Сюшань- · Туцзя- · Мяо Шапінба ⑰ ⑱ ⑲ ⑳ Наньань                              |                  |                      |                  |
| Легенда: - ① Жунчан - ② Дацзу - ③ Туннань - ④ Юнчуань - ⑤ Тунлян - ⑥ Цзянцзінь - ⑦ Бішань - ⑧ Бейбей - ⑨ Ціцзян - ⑩ Юйбей - ⑪ Банань - ⑫ Чаншоу - ⑬ Наньчуань - ⑭ Дяньцзян - ⑮ Лянпін - ⑯ Цяньцзян - ⑰ Цзюлунпо - ⑱ Дадукоу - ⑲ Цзянбей - ⑳ Юйчжун |                  |                      |                  |
| Статус | Назва            | Оригінал             | Населення (2020) |
| Район | Банань           | 巴南区               | 1 178 856        |
| Район | Бейбей           | 北碚区               | 834 887          |
| Район | Бішань           | 璧山区               | 756 022          |
| Район | Ваньчжоу         | 万州区               | 1 564 449        |
| Район | Дадукоу          | 大渡口区             | 421 904          |
| Район | Дацзу            | 大足区               | 834 592          |
| Район | Жунчан           | 荣昌区               | 668 977          |
| Район | Кайчжоу          | 开州区               | 1 203 306        |
| Район | Лянпін           | 梁平区               | 645 315          |
| Район | Наньань          | 南岸区               | 1 197 639        |
| Район | Наньчуань        | 南川区               | 572 362          |
| Район | Тунлян           | 铜梁区               | 685 729          |
| Район | Туннань          | 潼南区               | 688 115          |
| Район | Улун             | 武隆区               | 356 748          |
| Район | Фулін            | 涪陵区               | 1 115 016        |
| Район | Хечуань          | 合川区               | 1 245 294        |
| Район | Цзюлунпо         | 九龙坡区             | 1 526 821        |
| Район | Цзянбей          | 江北区               | 925 800          |
| Район | Цзянцзінь        | 江津区               | 1 359 611        |
| Район | Ціцзян           | 綦江县               | 1 011 334        |
| Район | Цяньцзян         | 黔江县               | 487 281          |
| Район | Чаншоу           | 长寿区               | 692 960          |
| Район | Шапінба          | 沙坪坝区             | 1 477 345        |
| Район | Юйбей            | 渝北区               | 2 191 493        |
| Район | Юйчжун           | 渝中区               | 588 717          |
| Район | Юнчуань          | 永川区               | 1 148 896        |
| Повіт | Дяньцзян         | 垫江县               | 650 694          |
| Повіт | Усі              | 巫溪县               | 388 685          |
| Повіт | Ушань            | 巫山县               | 462 462          |
| Повіт | Фенду            | 丰都县               | 557 374          |
| Повіт | Фенцзє           | 奉节县               | 744 836          |
| Повіт | Ченкоу           | 城口县               | 197 497          |
| Повіт | Чжун             | 忠县                 | 720 976          |
| Повіт | Юньян            | 云阳县               | 929 034          |
| Автономний повіт | Пеншуй-Мяо-Туцзя | 彭水苗族土家族自治县 | 530 599          |
| Автономний повіт | Сюшань-Туцзя-Мяо | 秀山土家族苗族自治县 | 496 194          |
| Автономний повіт | Шичжу-Туцзя      | 石柱土家族自治县     | 389 001          |
| Автономний повіт | Юян-Туцзя-Мяо    | 酉阳土家族苗族自治县 | 607 338          |

## Історія
Місто виникло більше ніж три тисячі років тому. В давнину місто було столицею царства Ба і мало назву Цзянчжоу. Назва «Чунцін» («подвійне торжество») з'явилася в 1189 році, коли третій син імператора Сяо-цзуна став начальником області Гунчжоу, отримавши титул «князь Гун» (恭王), і в тому ж році після зречення батька став імператором під ім'ям Гуан-цзун. На честь цього зріс статус Гунчжоу від «області» — чжоу до «управи» — фу. Оскільки Гуан-цзун цього року двічі святкував підвищення свого статусу (спочатку до князя, а потім до імператора), то він повелів перейменувати Гунчжоу на Чунцінфу («управа подвійного святкування»).
У 1891 році Чунцін став відкритим портом, де була обладнана митниця, спостерігався розквіт в судноплавстві, торгівлі, фінансовій справі і переробній промисловості. Поступово він став грати роль вузлового пункту, що пов'язує Південний Захід Китаю та верхів'ї Янцзи із зовнішнім світом.
У 1929 році Чунціну офіційно було надано статус міста. У 1937 році сюди з Нанкіну незадовго до його окупації японськими військами переїхали урядові установи Китайської Республіки. В період антияпонської війни в 1937—1945 після окупації японцями Нанкіна Чунцін виконував роль столиці держави. У 1939 році Чунціну було надано статус міста, що знаходиться в безпосередньому підпорядкуванні Адміністративної ради (уряду Китайської Республіки). Після того, як в 1946 році гоміньданівський уряд повернувся в Нанкін, Чунцін залишився в прямому підпорядкуванні в Адміністративної ради.
У 1949 році після проголошення Китайської Народної Республіки Чунцін деякий час залишався містом центрального підпорядкування, крім того, він був місцем перебування Південно-Західного Бюро ЦК КПК і Південно-Західного Військово-Політичного Комітету, політичним, господарським і культурним центром Південно-Західного Китаю. Лише в 1954 році, коли в країні була скасована система адміністративного поділу на великі адміністративні регіони, Чунцін став містом провінційного (Сичуань) підпорядкування.
З 1997 року Чунцин став містом центрального підпорядкування. Влада міста вживає активних заходів по урбанізації регіону, за рахунок федеральних коштів ведеться будівництво магістралей, створюється міська інфраструктура на всій території муніципалітету.

## Якість повітря
Чунцін є одним з найзабрудненіших міст у Китаї. Він також відомий як «Місто туману», бо густий туман покриває його протягом 68 днів навесні та восени. У Китаї є стара приказка: «собака в Сичуані гавкає на сонце, тому що сонце рідко тут з'являється». Під час Другої китайсько-японської війни ця особлива погода, можливо, зіграла роль у захисті міста від захоплення японською імперською армією.
Згідно Національного аналізу навколишнього середовища, випущеному Університетом Цінхуа і Азійським банком розвитку в січні 2013 року, Чунцін входить в число десяти міст у світі з найзабрудненішим повітрям. З цих десяти міст сім знаходяться в Китаї: Тайюань, Пекін, Урумчі, Ланьчжоу, Чунцін, Цзінань і Шицзячжуан.

## Злочинність
У першому десятилітті 21 століття місто прославилося організованою злочинністю та корупцією. Гангстери наглядали за бізнесом, що залучає мільярди юанів, і корупцією, яка потрапила в правоохоронну та судову системи. У 2009 році міська влада під егідою муніципального секретаря Комуністичної партії Бо Сілая здійснила масштабну репресію, заарештувавши 4893 підозрюваних гангстерів, «поза законом» та корумпованих кадрів. Однак пізніше місцеві ЗМІ підкреслили очевидну залежність отриманих зізнань, на яких ґрунтувались засудження, від катувань владою.
У грудні 2009 року одного захисника суперечливо було заарештовано та засуджено до 18 місяців в'язниці за те, що він «навчив свого клієнта робити неправдиві заяви про катування», а в липні 2010 року інший адвокат опублікував відеозаписи свого клієнта, в яких детально описуються катування. У 2014 році чотирьох поліцейських, залучених до допиту, звинуватили у практиці «протидії незаконним методам допиту», яку спостерігачі вважали катуванням.

## Економіка

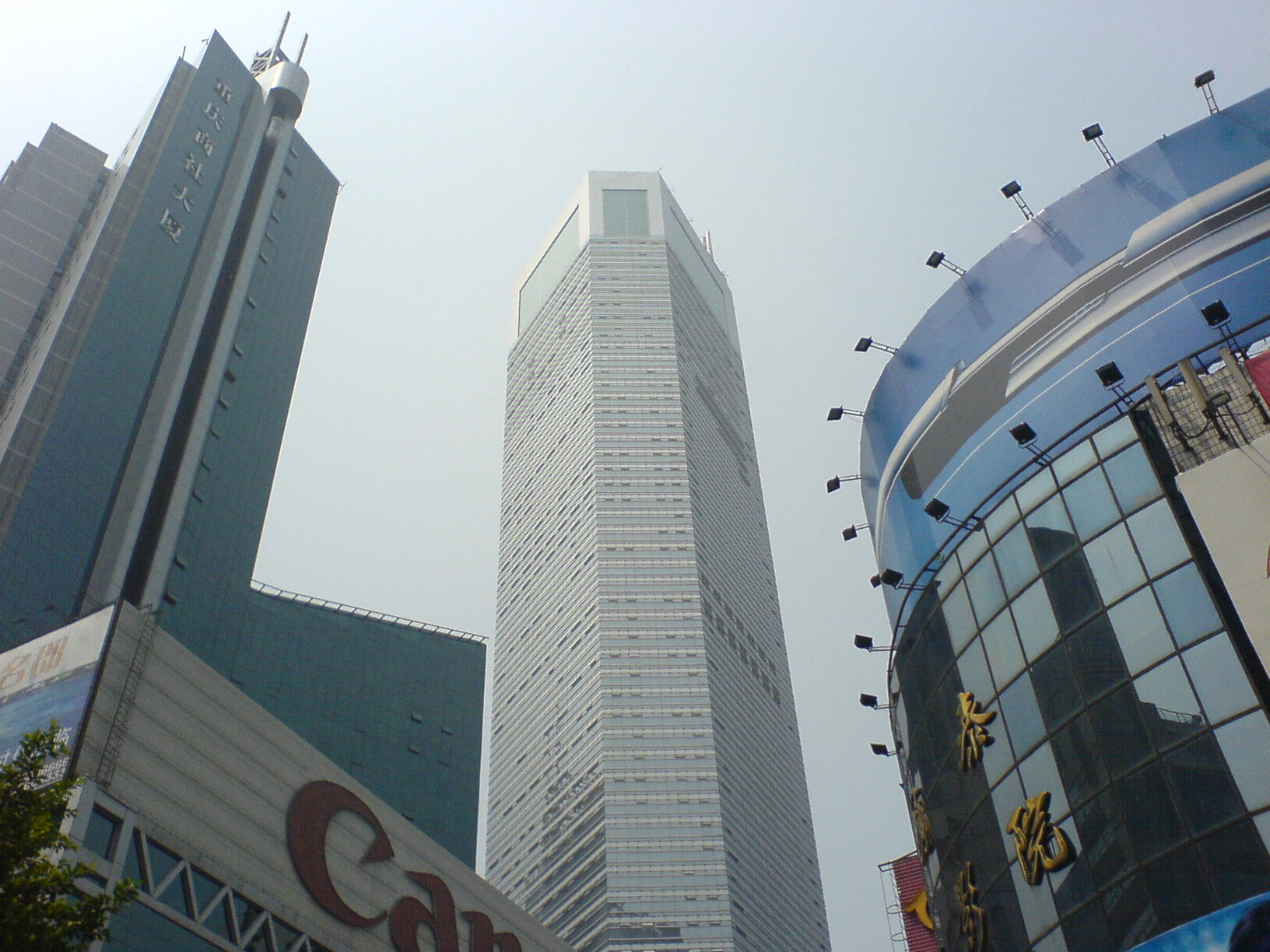
Нові будівлі в центрі Чунціна

Чунцін — один з найбільших комерційних центрів Китаю. Провідне місце в економіці міста займає промисловість. Опорними галузями промисловості є: хімічна, машинобудівна та металургійна. Чунцін разом з містами Шанхай, Чанчунь і Шиянь є найбільшою базою з виробництва автомобілів Китаю. У місті 5 заводів з випуску автомобілів і більше 400 заводів з виробництва автомобільних деталей. Можливість річного випуску — 200 тис. автомобілів і 3 млн мотоциклів. Тут також знаходиться крупний завод по виробництву кондиціонерів.
У місті Чунцін три великих металургійних підприємства: завод з обробки алюмінію, Чунцінська сталеплавильна корпорація і Чунцінська спеціальна сталеплавильна компанія. Місто є однією з 6 баз хімічної промисловості Китаю. В Чунціні виготовляється понад 1000 хімічних промислових продуктів, включаючи масляний лак, титанові білила та інші, серед яких продукція деревного спирту займає перше місце, а виробництво пігменту і синтетичних медикаментів — друге місце в Китаї.
Чунцін є найважливішим осередком китайської мотопромисловості
Тут розташовані головні підприємства найбільших китайських мотовиробників: Lifan, Zongshen, Loncin, Shineray тощо.
Основою великої промисловості є прогресивна наука. В Чунціні більше 1000 науково-дослідних інститутів, понад 400 тис. науково-технічних працівників, 25 вузів.
Жителі сіл вирощують рис, чай, мандарини, тютюн і лікарські рослини, а також розводять свиней.

## Транспорт

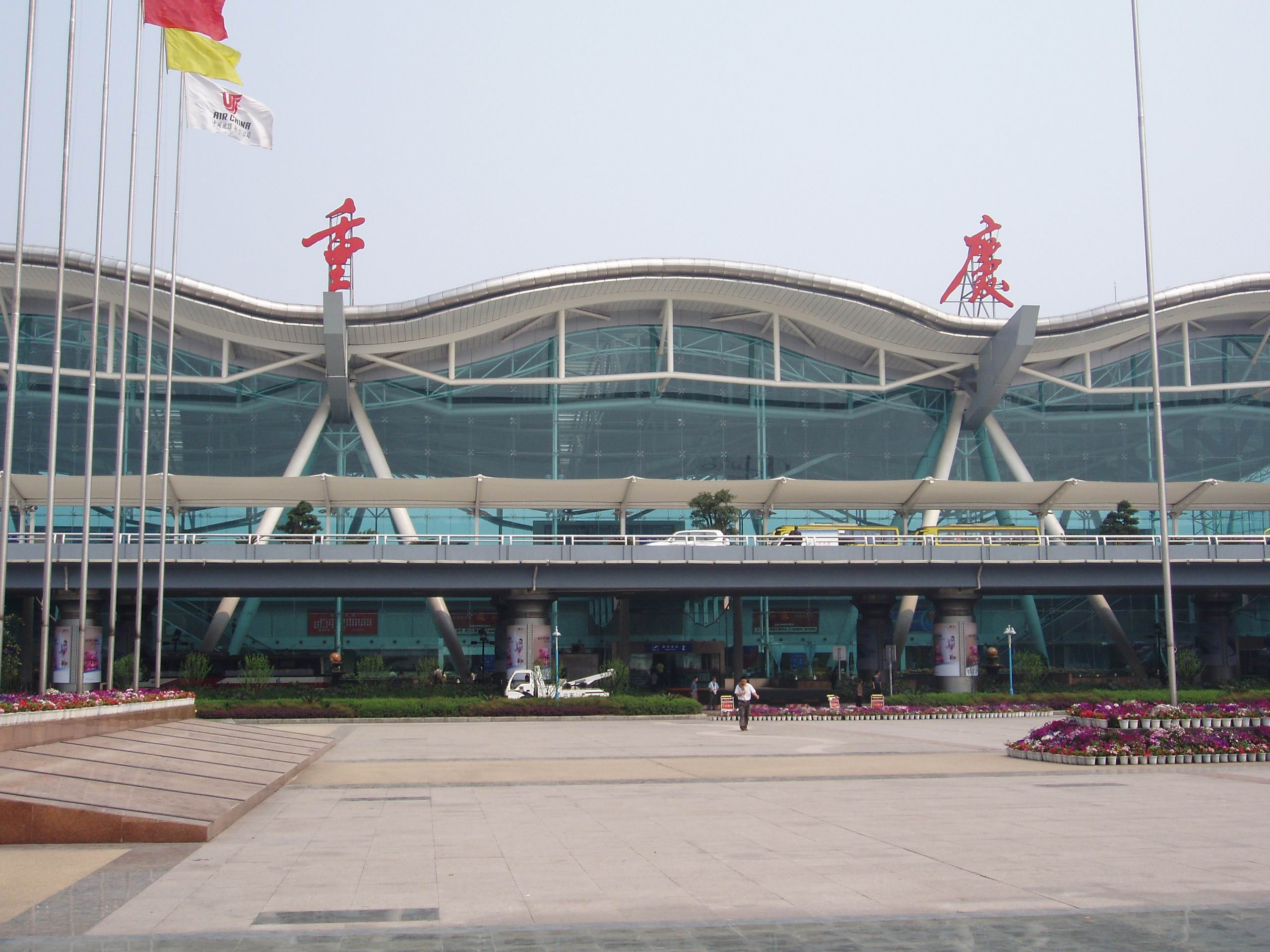
Міжнародний аеропорт Чунцін Цзянбей

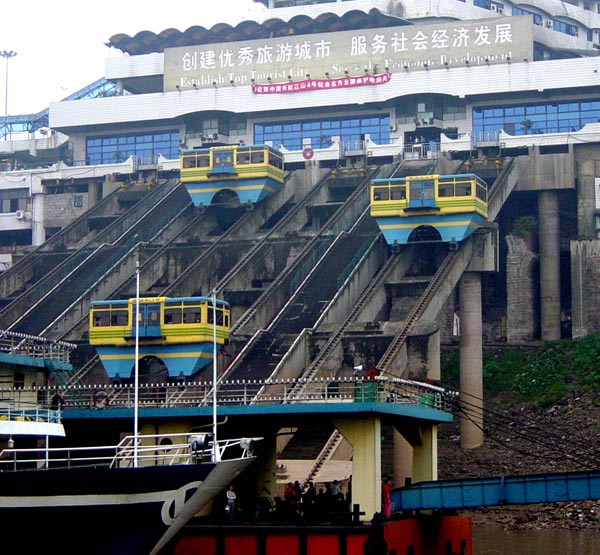
Річковий порт Чунцина

Зараз місто центрального підпорядкування має 31 мостів через річку Янцзи, одним з них є довжелезний в світі арочний міст Чаотяньмень, побудований в 2009 році.

#### Авіаційне сполучення
В місті функціонує цивільний аеропорт першої державної категорії, який обслуговує більше 50 міжнародних і внутрішніх рейсів. В даний час будуються два нові аеропорти.

#### Фунікулер
Чунцин — єдине китайське місто, яке тримає громадські фунікулери. Історично в Чунцині було три фунікулери: трамвай на річці Янцзи, трамвай на річці Цзілінь і південний гірський трамвай. В даний час працює лише трамвайна дорога річки Янцзи, яка є туристичною визначною пам'яткою класу 4А в Китаї. Цей трамвай довжиною 1160 метрів (3810 футів) з'єднує південний та північний береги річки Янцзи. Щоденний обсяг пасажирів становить близько 10 000.

#### Залізниці
Функціонують три залізничні магістралі: «Ченду-Чунцін», Хунань-Чунцін, Сичуань-Гуйчжоу, а також 5 гілок, загальна протяжність 537 км.
У місті наявні декілька станцій, серед них Туаньцзєцунь.

#### Автодороги
Прокладені п'ять державних автомагістралей і 17 автодоріг провінційного значення. Рух відкритий на 27,2 тис. км. доріг.

#### Водний транспорт
На Янцзи побудовані декілька десятків портів і пасажирських і вантажних причалів, розгортаються операції «річка-море» через Шанхай з виходом за рубіж, до кінця року діє навігація для суден водотоннажністю 1 тис. тонн. Протяжність навігаційних річкових ліній перевищила 4 тис. км, після завершення будівництва гідровузла «Три ущелини» суда водотоннажністю 10 тис. тонн зможуть заходити в Чунцін.

#### Метро
З 2005 року в місті діє метрополітен. На цей момент (2013) складається з 2 монорельсових ліній (2; 3) і двох звичайних (1; 6) загальною довжиною 130 км і 86 станціями.

#### Мости
Маючи стільки мостів, що перетинають річки Янцзи та Цзілінь у міській місцевості, Чунцин іноді називають «столицею мостів Китаю». Першим важливим мостом у міському Чунцині був міст через річку Цзіалінь Ніуцзяотуо, побудований в 1958 р. Першим мостом через річку Янцзи був міст через річку Янцзи Шибанпо (або міст через річку Чанцин Янцзи), побудований в 1977 році.
Станом на 2014 рік, в районі 9 районів було 20 мостів через річку Янцзи та 28 мостів через річку Цзялінь. Мости в Чунцині демонструють різноманітні форми і конструкції, що робить Чунцин вітриною для дизайну мостів.

## Освіта
Коледжі та університети:
- Університет Чунціна (重庆 大学)

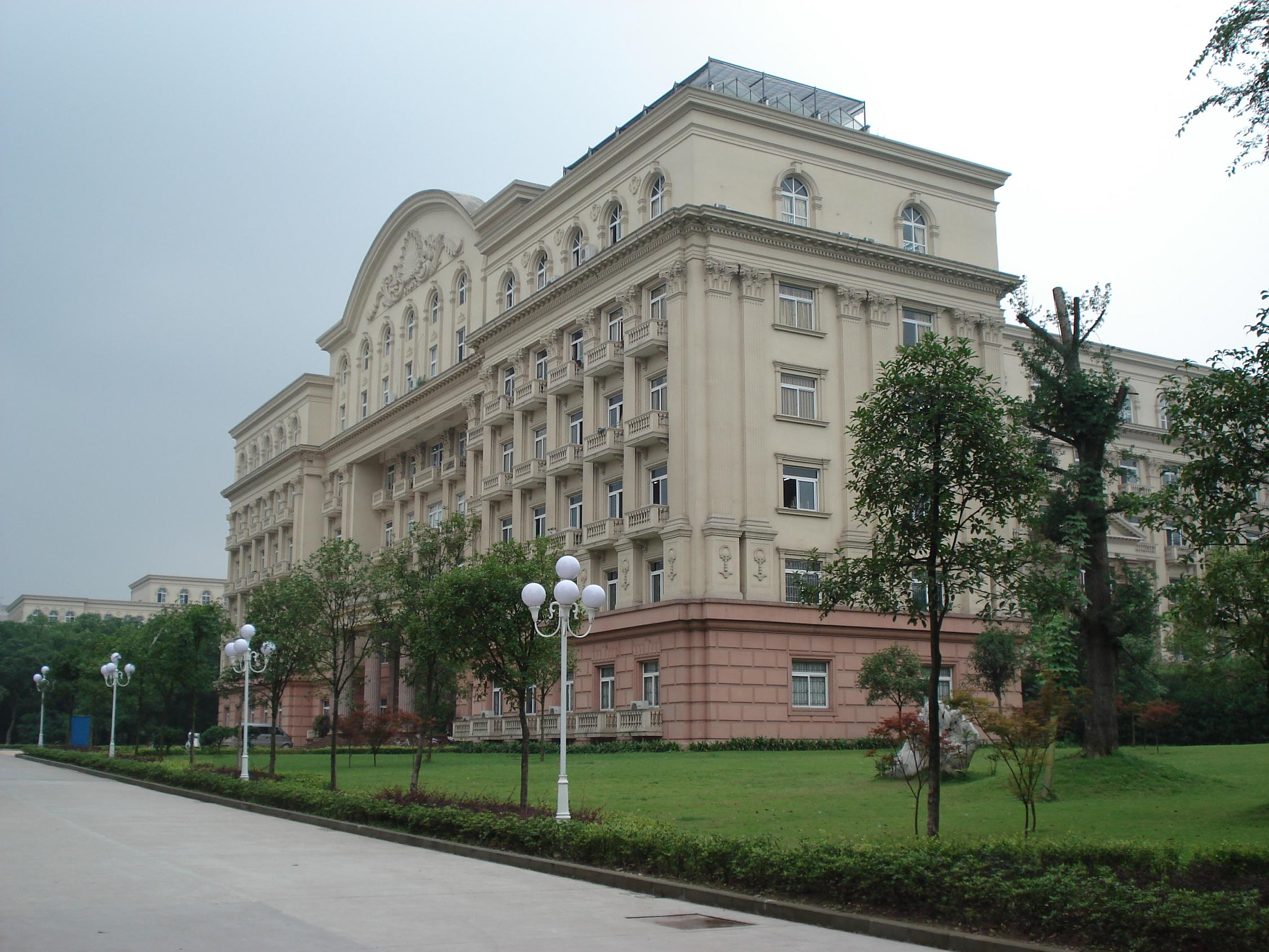
Південно-західний університет

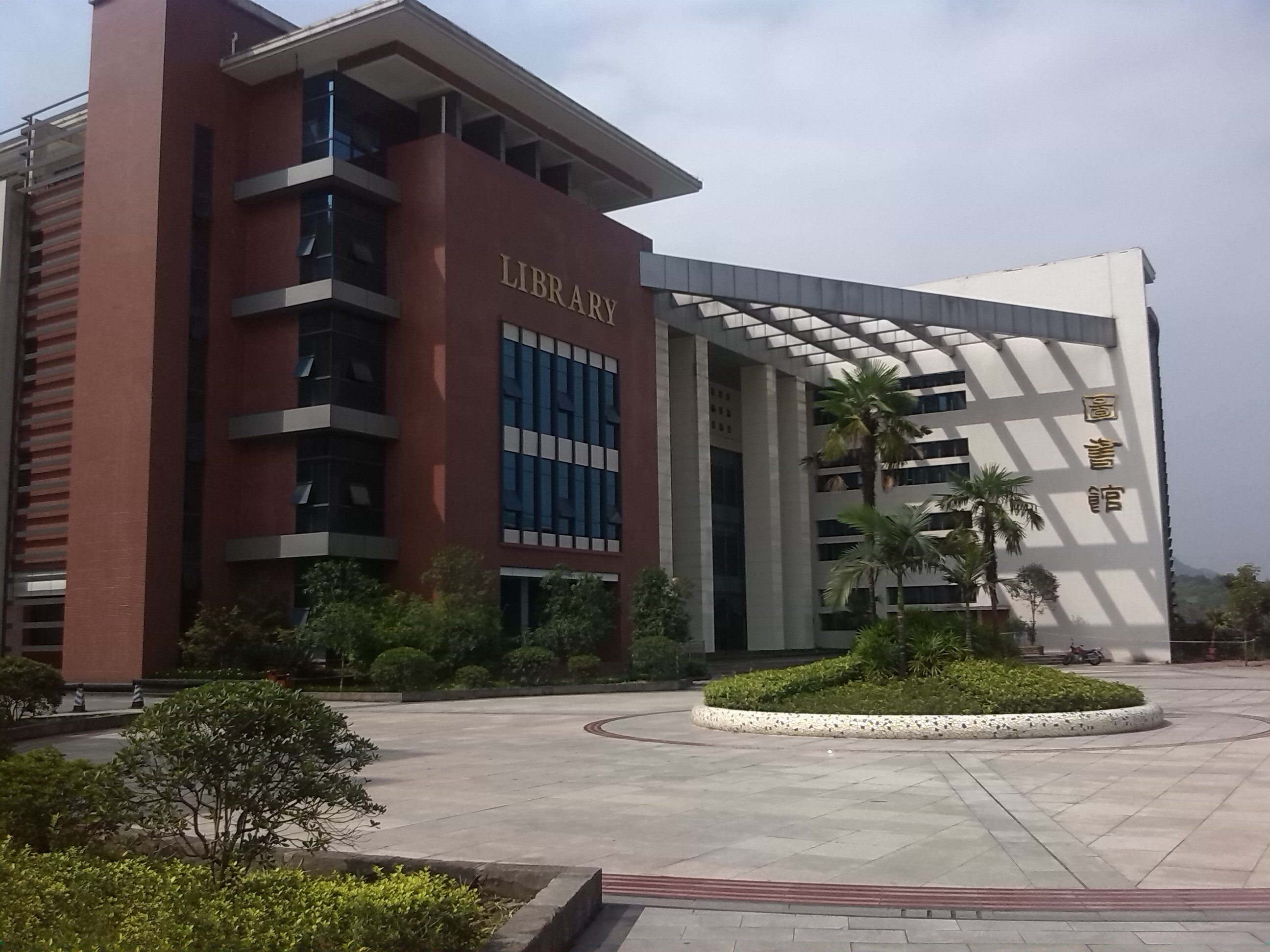
Бібліотека університету міжнародних досліджень Січуаня

- Південно-західний університет (西南 大学)
- Південно-західний університет політичних наук та права (西南 政法 大学)
- Третій військовий медичний університет (第三 军医 大学)
- Чунцінський університет поштових та телекомунікаційних технологій (重庆 邮电 大学)
- Чунцінський технологічний університет (重庆 理工 大学)
- Університет Чунцін-Цзяотун (重庆 交通 大学)
- Чунцінський медичний університет (重庆 医科大学)
- Чунцінський нормальний університет (重庆 师范大学)
- Чунцинський університет технологій та бізнесу (重庆 工商 大学)
- Університет «Три ущелини Чунціна» (重庆 三峡 学院)
- Чунцінський інститут телекомунікацій (重庆 通讯 学院)
- Чунцинський університет науки і техніки (重庆 科技 学院)
- Січуанський інститут мистецтв (四川 美术 学院)
- Університет міжнародних досліджень Січуаня (四川 外国语 大学)
- Університет логістики (后勤 工程 学院)
- Університет мистецтв і науки Чунцина (重庆 文理 学院)
- Загальноосвітній університет Янцзи (长江 师范 学院)
- Чунцінський університет освіти (重庆第二师范学院)

## Туризм
Чунцін відомий як «місто в горах», центральна частина міського району, розташована між руслами річок Янцзи і Цзялінцзян, має горбистий рельєф, будинки тут ліпляться по гірським відрогам, вулиці круто спускаються до берега. У північному та південному передмістях міста є теплі джерела, в мальовничому районі гори Цзіньюньшань і Наньшань розбите дачне селище. Якщо поїхати в більш віддалені райони Чунціна, то потрапиш в джунглі (м Цзянцзінь), або в «кам'яний ліс» (повіт Ваньшен) або в улунські печери; можна з'їздити також на високогірні луки в гори Сяньнюшань, в лісопарк Цзіньфошань та інші мальовничі місця. Любителі річкових круїзів можуть здійснити плавання по Янцзи, помилуватися трьома ущелинами «Санься», каньйонами річок Данінхе і Сяонінхе, які россікають гори Ушань, можна подивитися стародавні письмена, вирізані на порожистій гряді посередині Янцзи в Юн'ьяні, химерний рельєф гір в повіті Фенцзе, високогірний стіль і карстових грот в горах Хунчіба по річці Уси, барвисті водоспади на річці Цзиян в горах Ушань тощо. Після того, як завершиться спорудження Саньсяського водосховища, в долині Янцзи з'явиться величезне рукотворне «озеро» протяжністю 600 км і площею більше тисячі кв.км. Воно стане місцем туристичних круїзів, відпочинку та екскурсій.
Багатий Чунцін і культурно-історичними пам'ятками. Музей «Хун'яньцунь» (місце представництва 8-ї армії), Меморіальний комплекс «Гелешань» (де поховані жертви гоміньданівських концтаборів «Чжацзидун» і «Байгунгуан»), колишня резиденція Чан Кайши, резиденція Чжан Чжічжуна «Гуйюань», Резиденція Кун Сянсі «Кун'юань», пам'ятники епохи, коли Чунцін був «другою столицею». Мистецьку цінність являють собою наскельні барельєфи Дацзу — чудовий зразок пещерно-храмового мистецтва. Фортеця «Дяоюйчен» в Хечуань, звана європейцями «Східною Меккою», — одна з трьох найбільших цитаделей у військовій історії стародавнього Китаю. Можна додати до цього переліку наскельні письмена у Фенду («Чортовому місті»), різьблений живопис на кам'яному порозі Янцзи в Фулін, «небесну драбину» в повіті Шічжу, архітектурно-пейзажний ансамбль фортеці Шібаочжай в повіті Чжунсянь, кумирня Чжан Фея в Юньяне, буддійський монастир Шуангуйтан в повіті Лянпін, садибу Байдічен, грот поета Лу Юя в горі Ушань, нарешті, висячі труни на прямовисних відрогах.